# Bacino dell'Amazzonia

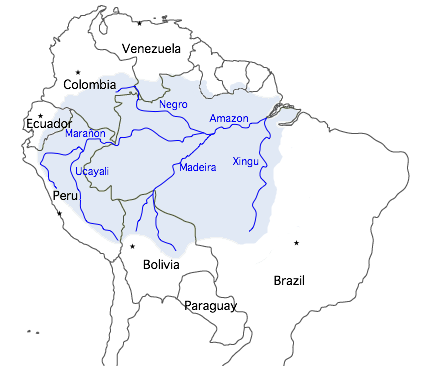

Il bacino dell'Amazzonia (o bacino amazzonico) è il bacino idrografico del Rio delle Amazzoni e dei suoi affluenti: comprende un'area di quasi 7 milioni di km², che si estende dal Brasile (in cui si trova la parte centrale del bacino) a Venezuela, Colombia, Perù, Ecuador, Bolivia, Guyana e Suriname.

## Caratteristiche
Il bacino copre un'area di 4 milioni di km² di pianura: in alcune parti del Perù, infatti, il Rio delle Amazzoni scorre a soli 106 metri sopra il livello del mare. Si può quindi calcolare che questo enorme corso d'acqua scende di soli tre centimetri e mezzo ogni chilometro.
Il solo Rio delle Amazzoni (escludendo quindi la foce) percorre in linea aerea circa 2.993 chilometri, mentre il percorso effettivo, calcolando anche il primo tratto di fiume che ha un altri nomi e la sorgente del suo subaffluente più remoto, scoperto nel 1996 e periodicamente misurato con le tecnologie più precise e moderne, quella posta sul versante del monte Nevado Mismi, a 5.179 m. slm., ammonta a 6.992 chilometri, e lo fa diventare così anche il fiume più lungo al mondo. Sorpassa di ben 321 chilometri il Nilo e i suoi 6.671 chilometri di lunghezza, il quale ha un bacino fluviale di "soli" 2.867.000 chilometri quadrati d'ampiezza.

### I diversi tipi di acqua

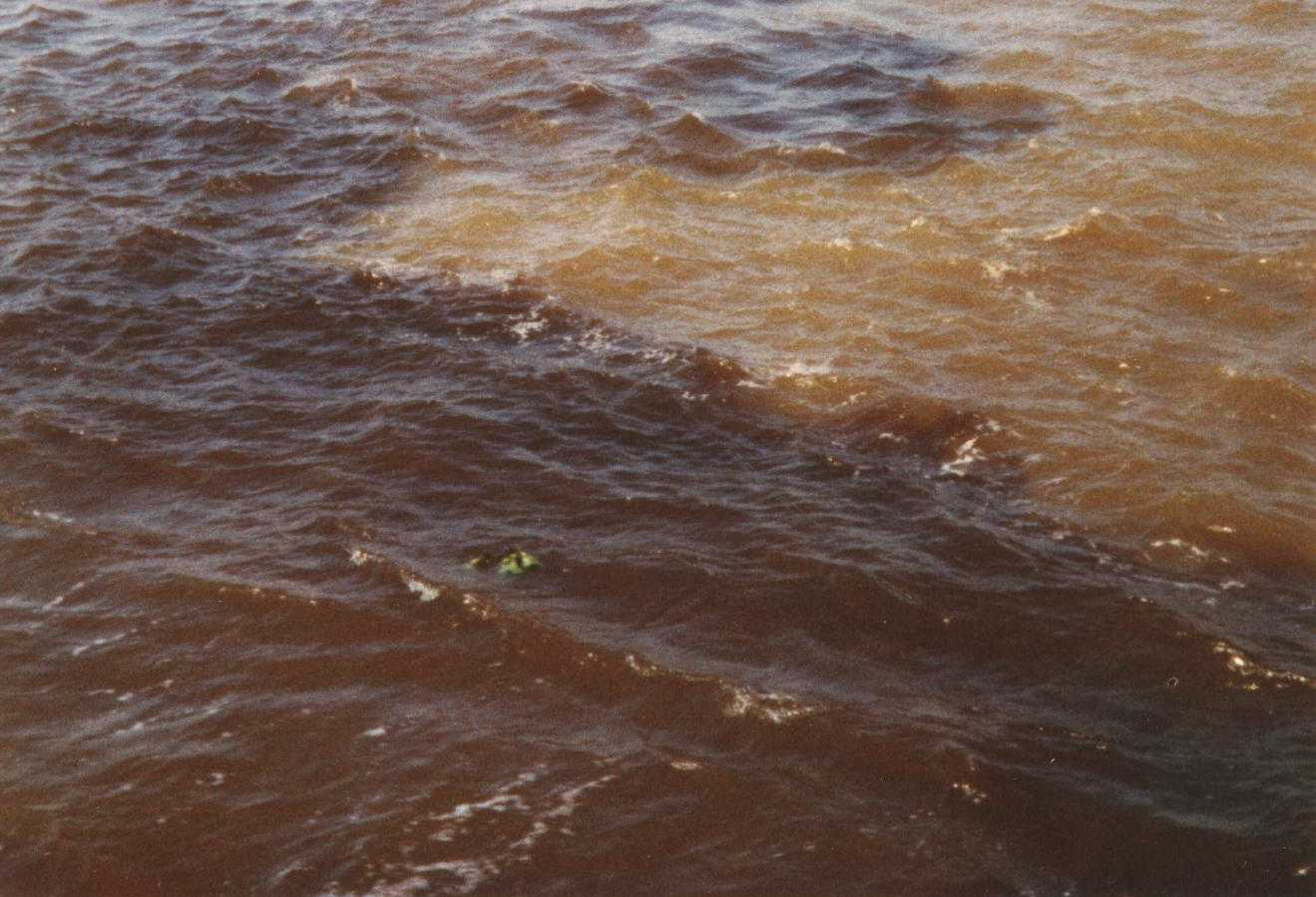
La confluenza tra le «acque bianche» marrone chiaro del Rio delle Amazzoni e le «acque nere» del suo affluente Rio Negro.

Esistono tre tipi di acqua nel bacino amazzonico che variano a seconda dell'ambiente geologico e della copertura vegetale del loro corso. L'età geologica del corso del fiume ne determina il colore. I corsi che scendono dalla formazione geologica più recente come le Ande sono «bianchi» (fangosi), i più antichi possono essere «scuri» o «verdeazzurri».
Le acque bianche hanno visibilità da 0,1 m a 0,5 m e pH quasi neutro (tra 6,5 e 7,0). Nascono ai piedi delle Ande e scorrono da ovest a est verso l'Atlantico. La colorazione è dovuta alla quantità di materia organica erosa e dai nutrienti. Tra questi fiumi lo stesso Rio delle Amazzoni (che si chiama Solimões fino al suo incontro con il Rio Negro) e i suoi immissari (Marañón, Huallaga e Ucayali), a sinistra il Japurá, il Napo (in Ecuador), l'Içá (Putumayo in Ecuador e Colombia) e a destra il Juruá, il Purus, il Madeira e l'Acre. La pesca è abbondante e buona parte della materia organica viene annualmente depositata nella várzea del Solimões, del Rio delle Amazzoni e della maggior parte degli affluenti rendendoli molto fertili.
Le acque scure (nere) presentano maggiore visibilità, oltre 4 m, sono acide con pH tra 4,0 e 7,0 e povere di materia organica. Spesso questi fiumi entrano nelle foreste inondabili (igapó) dove la materia organica (foglie, rami, frutti) si decompone rapidamente al cadere in acqua e ne determina la colorazione. I principali sono il Rio Negro, l'Urubu, l'Uatumã e il Trombetas. Nascono sull'altopiano delle Guyane e scorrono da nord a sud a partire dal confine del Brasile con la Colombia e il Venezuela, in zone di scarsa erosione e di poca materia organica anche nel periodo delle piogge. I loro margini non sono definiti ed è comune che presentino foreste allagate. Sono fiumi dove si pesca poco. La temperatura media del Rio Negro è di circa 30 °C, un grado in più rispetto al Rio delle Amazzoni.
Le acque verdeazzurre con visibilità da 1,50 a 2,50 m sono molto acide, povere di sali, con un pH tra 3,5 e 4,0 e poca materia organica in sospensione. La maggior parte dei fiumi nasce sull'Altopiano centrale del Brasile e scorre da sud a nord: il corso alto del Guaporé (al confine tra Brasile e Bolivia), il Tapajós, il Curuá e lo Xingu (tutti nel Pará). Le loro sorgenti sono su terreni con meno erosione di quelli provenienti dalle Ande; le sponde sono alte e stabili; con le piogge la materia organica aumenta. Sono più pescosi di quelli con le acque scure, ma molto meno di quelli con acque chiare.

## Ambiente
L'habitat principale del bacino è in prevalenza costituito da foresta tropicale: la foresta amazzonica. È un ambiente ricco di diversi tipi di esseri viventi: il 20% delle specie vegetali. Si ritiene che le specie di invertebrati del bacino delle Amazzoni siano note solo in minima parte. Ogni singolo albero del bacino ospita non raramente oltre 400 specie animali. Nelle acque del Rio delle Amazzoni e dei suoi affluenti vivono oltre 2000 specie di pesci. Nel bacino si trovano moltissime specie animali un tempo diffuse anche altrove ma ora divenute rarissime (per esempio il lamantino, il boto (delfino rosa), l'anaconda gigante, il caimano dagli occhiali).

## Il problema ecologico
L'importanza dell'ambiente del bacino delle Amazzoni per l'ecologia terrestre è enorme. Per questo motivo, da tempo numerose istituzioni internazionali stanno lottando affinché esso venga preservato; tuttavia, l'uomo sta continuando a distruggerlo in modo sistematico (si stima che ogni giorno venga disboscata un'area dell'ampiezza di un campo da calcio).
Il disboscamento progressivo della Foresta Amazzonica può avere effetti non solo sulla biodiversità del pianeta, ma anche sul suo clima. La foresta, infatti, rappresenta la principale riserva di fotosintesi della Terra. Il vapore acqueo generato dalla vegetazione amazzonica è un fattore importante per la ridistribuzione del calore solare.
A questo si sommano i danni per le popolazioni locali, dovuto al rapido impoverimento dell'humus del territorio disboscato a fini agricoli.